# Lisbon (Floryda)
Lisbon – jednostka osadnicza w Stanach Zjednoczonych, w stanie Floryda, w hrabstwie Lake.